# Pierrelongue
Pierrelongue är en kommun i departementet Drôme i regionen Auvergne-Rhône-Alpes i sydöstra Frankrike. Kommunen ligger i kantonen Buis-les-Baronnies som tillhör arrondissementet Nyons. År 2022 hade Pierrelongue 228 invånare.

## Befolkningsutveckling
Antalet invånare i kommunen Pierrelongue
Referens:INSEE